# Cristhian Pacheco
Cristhian Pacheco Mendoza (Huancayo, 26 de mayo de 1993) es un atleta olímpico peruano que marco un récord de maratón masculino el 2019(modalidad fondo). Posee el récord Panamericano en la modalidad Maratón, con 2:09:31, alcanzado en Lima 2019. Es hermano menor de Raúl Pacheco, también fondista, ganador de la medalla de plata en los Panamericanos Toronto 2015.

## Logros
| Año  | Competición                             | Sede           | Puesto | Modalidad      | Tiempo/puntaje | Notas               | Ref.  |
| ---- | --------------------------------------- | -------------- | ------ | -------------- | -------------- | ------------------- | ----- |
| 2017 | Marathon de Los Andes                   | Huancayo       | 1º     | Maratón        | 2:18:07        |                     | [ 2 ] |
| 2018 | Copa Panamericana de Cross Country 2018 | San Juan Opico | 3º     | Campo a través | 30:08          |                     | [ 3 ] |
| 2018 | Marathon de Los Andes                   | Huancayo       | 1º     | Maratón        | 2:15:14        |                     | [ 2 ] |
| 2019 | Juegos Panamericanos 2019               | Lima           | 1º     | Maratón        | 2:09:31        | Récord Panamericano | [ 1 ] |
| 2023 | Juegos Panamericanos 2023               | Santiago       | 1º     | Maratón        | 2:11:14        |                     |       |